# Trác Châu
Trác Châu (chữ Hán giản thể: 涿州市, âm Hán Việt: Trác Châu thị) là một thành phố cấp huyện thuộc địa cấp thị Bảo Định, tỉnh Hà Bắc, Cộng hòa Nhân dân Trung Hoa. Thành phố này có diện tích 742 ki-lô-mét vuông, dân số 570.000 người. Mã số bưu chính của thành phố Trác Châu là 072750. Chính quyền thành phố đóng ở Uyển Dương Tây Lộ. Về mặt hành chính, thành phố Trác Châu được chia thành 3 nhai đạo, 5 trấn, 6 hương và một khu phát triển kinh tế khoa học. Tổng cộng có 410 thôn hành chính.
- Nhai đạo: Song Tháp, Thanh Lương Tự, Đào Viên.
- Trấn: Tùng Mộc Điếm, Mã Đầu, Đông Tiên Pha, Đông Thành Phương, Cao Quan Trang.
- Hương: Bách Xích Can, Tôn Trang, Đậu Trang, Nghĩa Hòa Trang, Tập Sào, Lâm Đồn.